# Mina de Bingham Canyon
A mina em 2019
A Mina de Bingham Canyon, mais conhecida como Mina de Cobre Kennecott entre os habitantes locais, é uma exploração mineira a céu aberto que extrai um grande depósito de cobre pórfiro a sudoeste de Salt Lake City, Utah, nas Montanhas Oquirrh. A mina é a maior escavação feita pelo homem e a mina a céu aberto mais profunda do mundo, que se considera ter produzido mais cobre do que qualquer outra mina na história - mais de 19.000.000 de toneladas curtas (17.000.000 de toneladas longas; 17.000.000 t). A mina é propriedade do Grupo Rio Tinto, uma empresa multinacional britânico-australiana. As operações de cobre na Mina de Bingham Canyon são geridas pela Kennecott Utah Copper Corporation, que explora a mina, uma fábrica de concentração, uma fundição e uma refinaria. A mina está em produção desde 1906 e resultou na criação de um poço com mais de 1.210 m (0,75 milhas) de profundidade, 4 km (2,5 milhas) de largura e cobrindo 1.900 acres (3,0 sq mi; 770 ha; 7,7 km2). Foi designada como Marco Histórico Nacional em 1966 com o nome de Bingham Canyon Open Pit Copper Mine. A mina sofreu um enorme deslizamento de terra em abril de 2013 e um deslizamento menor em setembro de 2013.